# NGC 2568
NGC 2568 је расејано звездано јато у сазвежђу Крма које се налази на NGC листи објеката дубоког неба.
Деклинација објекта је - 37° 6' 19" а ректасцензија 8h 18m 18,1s. Привидна величина (магнитуда) објекта NGC 2568 износи 10,7. NGC 2568 је још познат и под ознакама OCL 727, ESO 370-SC5.